# Balog nad Ipľom
Balog nad Ipľom (węg. Ipolybalog) – wieś (obec) na Słowacji położona w kraju bańskobystrzyckim, w powiecie Veľký Krtíš. Pierwsze wzmianki o miejscowości pochodzą z 1232 roku.
Według danych z dnia 31 grudnia 2012 roku, wieś zamieszkiwało 830 osób, w tym 432 kobiety i 398 mężczyzn.
W 2001 roku rozkład populacji względem narodowości i przynależności etnicznej wyglądał następująco:
- Słowacy – 11,1%
- Czesi – 0,62%
- Węgrzy – 87,92%

Ze względu na wyznawaną religię struktura mieszkańców kształtowała się w 2001 roku następująco:
- Katolicy rzymscy – 98,77%
- Ewangelicy – 0,49%
- Prawosławni – 0,12%
- Husyci – 0,12%
- Ateiści – 0,37%